# Leptotarsus eucryptus
Leptotarsus eucryptus är en tvåvingeart som först beskrevs av Alexander 1953.  Leptotarsus eucryptus ingår i släktet Leptotarsus och familjen storharkrankar. Inga underarter finns listade i Catalogue of Life.